# Kuli
För andra betydelser, se Kuli (olika betydelser).

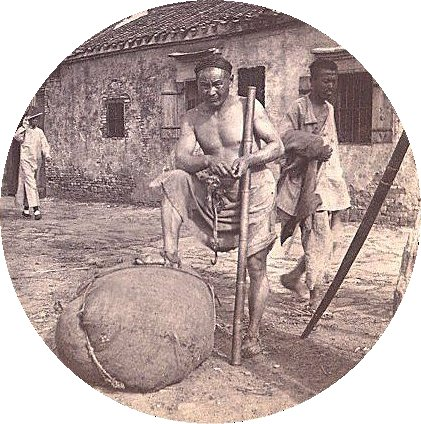
Kinesisk kuli-arbetare i Zhenjiang, ca. år 1900.

Kuli, kulier (eng. coolies; ordets härledning omtvistad), är benämningen på asiatiska daglönare, gruv- eller fältarbetare och dylika, främst de som på grund av arbetskontrakt, ingångna på vissa år, utvandrade från sin hembygd till främmande länder. Benämningen uppkom troligen först i Indien och spreds sedan till Kina. Stundom har det talats även om polynesiska kulier, men det vanliga namnet på dessa är kanaker. Kuli-väsendet hade sin storhetstid i slutet på 1800-talet och början på 1900-talet. 
Efter andra världskriget avbröts verksamheten. Ordet kulit användes därefter endast som en nedsättande term.

## Bakgrund
Kuliutvandringen gick främst från överbefolkade trakter i Indien och Kina, till europeiska kolonier och skyddsområden i tropiska länder. I dessa områden var det brist på brukbar inhemsk arbetarbefolkning, i synnerhet efter slaveriets avskaffande. 

## Indiska kulier

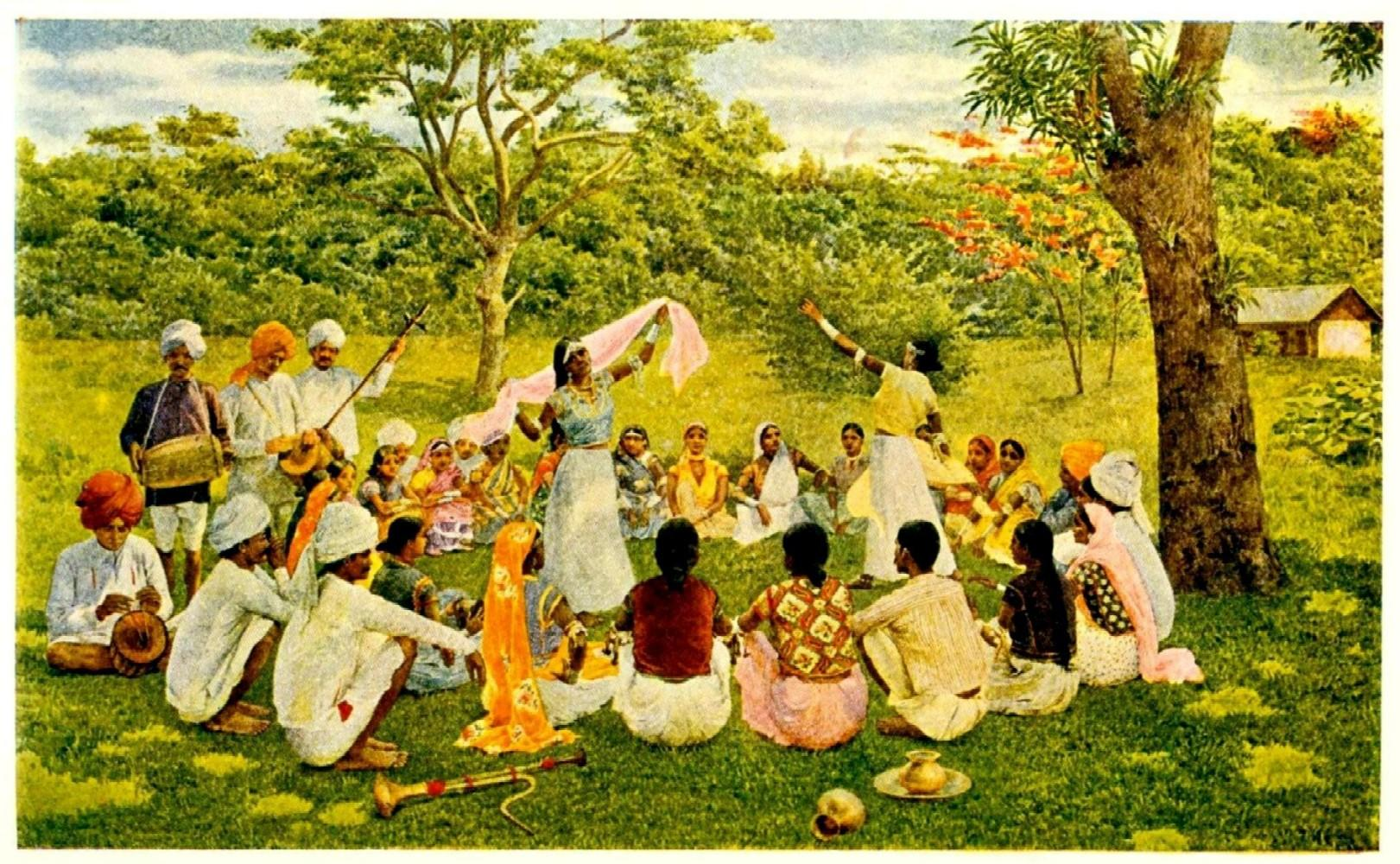
Östindiska kulier i Trinidad.

I Indien hade länge liknande folkvandringar ägt rum från de tätast befolkade trakterna till de mindre tätt befolkade, där arbetskraft behövdes. Främst drevs arbetarna till te- och kaffeplantager på Ceylon och (under senare tid) i Assam. 
I de engelska, franska och nederländska kolonierna i Västindien och Sydamerika samt på Mauritius behövdes ny arbetskraft efter att slavarnas emancipation lett till svårighet att förmå fria svarta till tungt arbete. Detta löstes genom införsel av kulier från Indien, och på 1840-talet började plantageägarna i samma syfte importera kontraktsbundna arbetare även från Kina. De brittiska kolonisterna i brittiska Guyana och plantageägarna i Peru och på Kuba gick därvid i spetsen, men kuliimporten  från Indien och Kina blev snart närapå en ny slavhandel och slaveri i förklädd form, och nödvändiggjorde energiska kontroll- och skyddsåtgärder.

### Restriktioner
Indiska regeringen hade redan 1837 börjat reglera kuliutförseln genom kontrollerande lagstiftning rörande kuliernas behandling under transporten, kontraktstidens begränsning, de utvandrades rätt till fri återresa efter dess utlöpande och så vidare. Dessa alltmer skärpta kontrollbestämmelser sammanfattades i emigrationslagarna av 1864 och 1869, och denna skyddslagstiftning utvecklades ytterligare efter hand. Den stadgade bland annat att emigrantvärvning skulle ske endast genom av staten godkända agenter, att transportfartygen genomgick noggrann sanitär inspektion, att kontraktens innehåll gjordes känt för kulierna och att dessa efter viss tid garanterades fri hemresa.
Kontrakten rörande indiska kulier i främmande länder var under senare tid mestadels 5-åriga med noggranna bestämmelser om arbetstid och behandling; i regel medtog utvandrarna sina familjer.

### Statistik
Enligt en lag av 1883 blev kuliutvandring från Indien tillåten endast till länder, där de utvandrade fick tillräckligt lagstadgat och faktiskt skydd mot dålig behandling. Detta garanterades genom särskilda fördrag med regeringarna i respektive destinationsland. Utvandring till de franska kolonierna (Réunion, Cayenne och så vidare) blev därmed förbjuden och upphörde. Den fortsatte dock till Natal, Mauritius, Demerara, Trinidad, Fijiöarna och Surinam. 
Antalet kuliemigranter från Indien var:
- åren 1899-1906: 115 180
- åren 1906-1907: 21 003
- åren 1907-1908: 15 117.

Bara i Burma arbetade 1901-1902 inte mindre än 163 144 indiska kulier; kuliinvandringen såväl dit som till Assam och Ceylon företogs företrädesvis på egen hand av säsongarbetare. 

## Kinesiska kulier
Särskilt kinesiska kulier lockades till utvandring av samvetslösa agenter med bedrägliga löften. De kontrakt de ingått ändrades ofta godtyckligt, transportförhållandena var ohyggliga, och borta på de avlägsna arbetsplatserna behandlades kulierna med omänsklig hårdhet. Brittiska parlamentet ingrep 1855 genom "Chinese passengers act", vilken förbjöd användandet av brittiska fartyg till kulitransporter, som krävde längre tid än en vecka. Denna människohandel överflyttades därefter till den portugisiska kolonin Macao, fram tills den portugisiska regeringen i november 1873 förbjöd kuliutförsel från denna hamn. 

### Utvecklingen från Kina

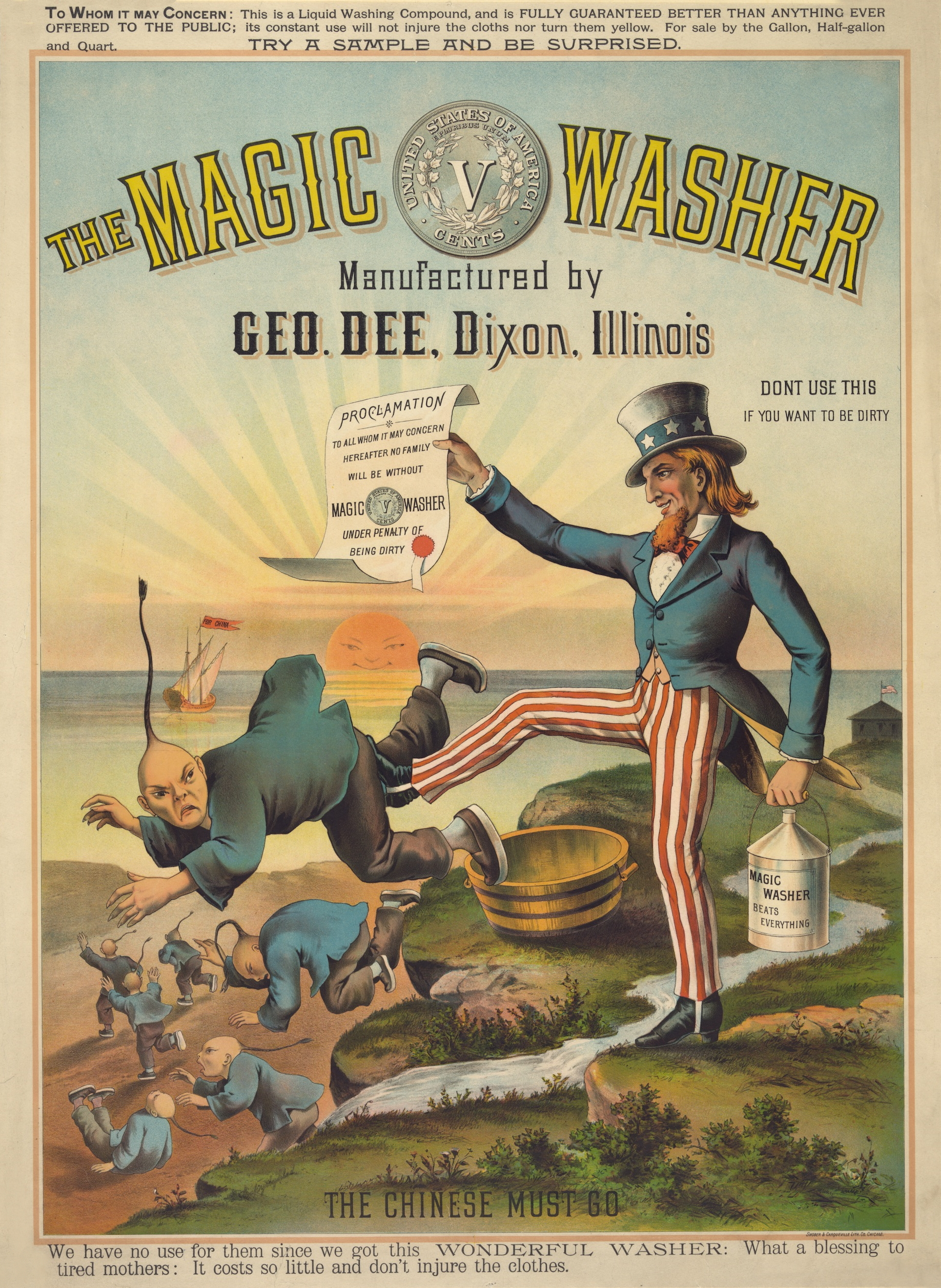
Antikinesisk teckning från 1800-talets USA.

Den kinesiska kuliutvandringen reglerades under 1800-talets senare hälft främst genom en mängd fördrag som innehöll klausuler rörande utvandrade kinesers behandling. Denna emigration gick mestadels över Hongkong, Macao och Singapore. 1906 beräknades antalet utomlands vistande kineser - av vilka dock inte på långt när alla kunde anses som kulier - i asiatiska länder uppgå till 6 1/2 miljon, i Amerika till 272 829 och i Australien till 34 465. Invandringen till Förenta staterna, mest till Kalifornien, började under guldgrävartiden från 1848, nådde sin höjdpunkt på 1870-talet och har sedan genom upprepade invandringsförbud nästan upphört; där vistades 1900 45 753 kineser (daglönare, gruvarbetare, men även hantverkare, tvättare, småhandlande och så vidare). Australien stängdes för kinesiska kulier genom "Immigration Restriction Act" av 1901, vilken innehöll en s.k. "bildningsklausul", som av invandraren fordrade, att den efter diktamen skulle kunna nedskriva 50 ord på något europeiskt språk. (Därmed ville man även utestänga kanaker samt japanska och malajiska kulier.) Lagen blev inledningen till White Australia-politiken, som inte helt avskaffades förrän 1973.

### Sydafrika och Kanada
Till Sydafrika (guldgruvorna i Transvaal) importerades kinesiska kulier i stort antal med stöd av en regeringsstadga från 6 januari 1904. Deras antal uppgick till 47 218 i december 1905.
Vid valet i Storbritannien januari 1906 segrande liberala partiet som likt boerna och en stor del av den vita gruvarbetarbefolkningen motsatte sig fortsatt kinesimport. Mot slutet av 1910 hade de sista kontrakten löpt ut och de kinesiska gruvarbetarna återsänts till hemlandet. Även i Kanada hade en stark rörelse mot import av kinesiska och japanska kulier (främst i British Columbia) förordats och man har där år 1903 sökt hämma kinesinvandringen genom att införa en hög invandringsavgift på 500 dollar per person. I motsats till indiska kulier åtfäljdes de kinesiska sällan av sina familjer och de återvände nästan alltid med sina besparingar till hemlandet efter kontraktstidens utgång.

## Kanaker
Polynesiska kulier (kanaker) infördes sedan 1860 i stort antal till plantagerna i Queensland och på Fijiöarna; även här uppstod slavliknande förhållanden, och importen underkastades först sträng kontroll samt förbjöds i fråga om Australien 1891. I nederländska Indien arbetade såväl malajiska som kinesiska kulier i stort antal, och vid bergverken i de under brittiskt skydd stående Federerade malajstaterna på Bortre indiska halvön, där kontrollbestämmelserna uppgavs vara mönstergilla, arbetade 1902 186 337 kulier (mest kineser). 
I Tysklands kolonier var värvning av kulier för arbete på utländskt område förbjuden, och importen noga reglerad.